# Breitblättriger Rohrkolben
Der Breitblättrige Rohrkolben (Typha latifolia) ist eine Pflanzenart aus der Gattung der Rohrkolben (Typha) innerhalb der Familie der Rohrkolbengewächse (Typhaceae). Sie ist in weiten Teilen der gemäßigten Gebiete der Nordhalbkugel sowie in den subtropischen bis tropischen Gebieten beider Halbkugeln verbreitet.

## Beschreibung

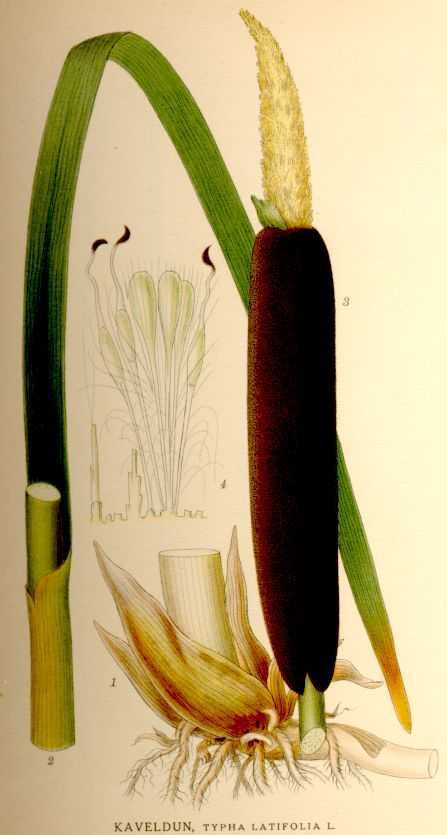
Illustration

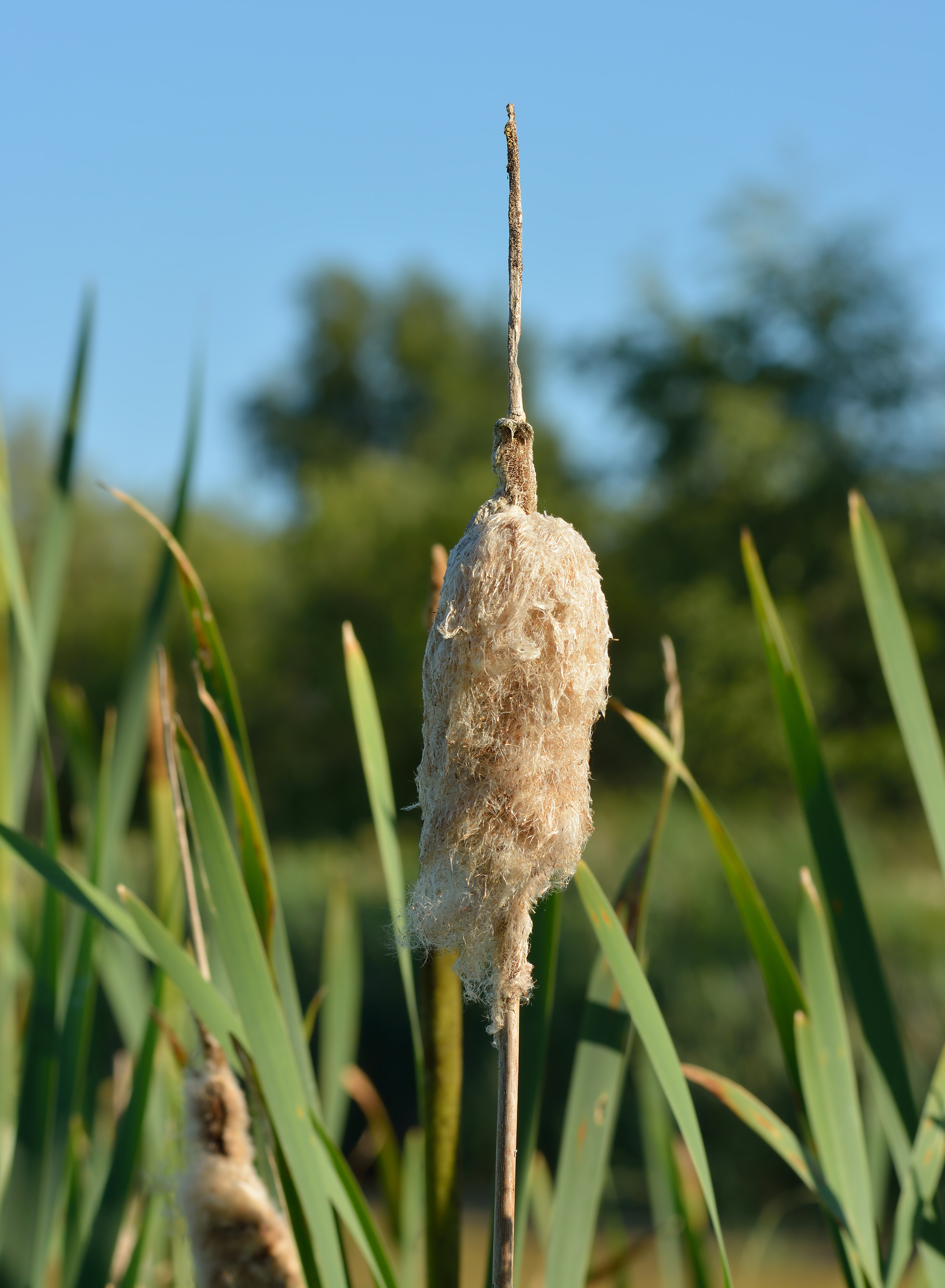
Die Fruchtstiele sind lang behaart

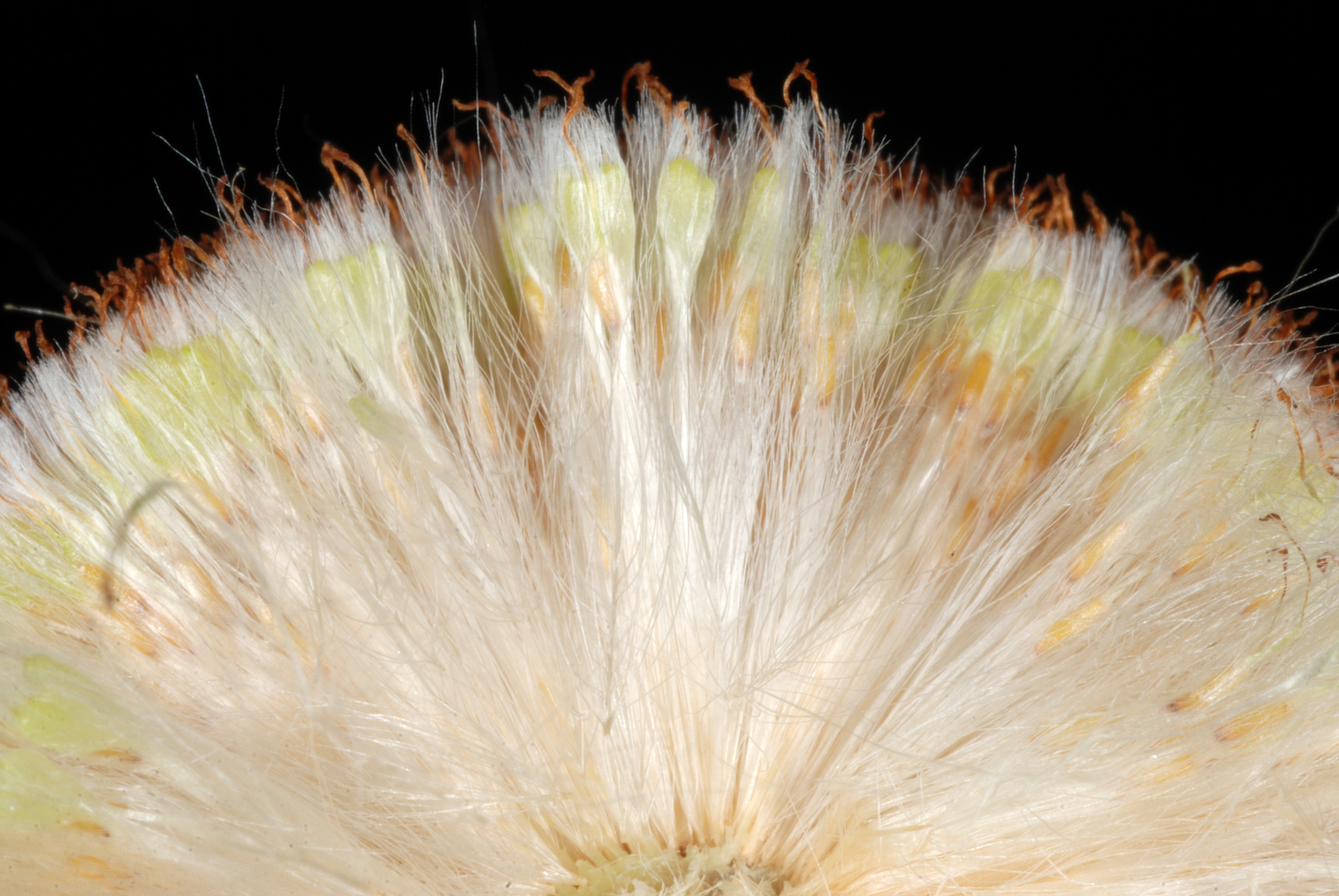
Querschnitt durch den weiblichen fruchtenden Kolbenteil

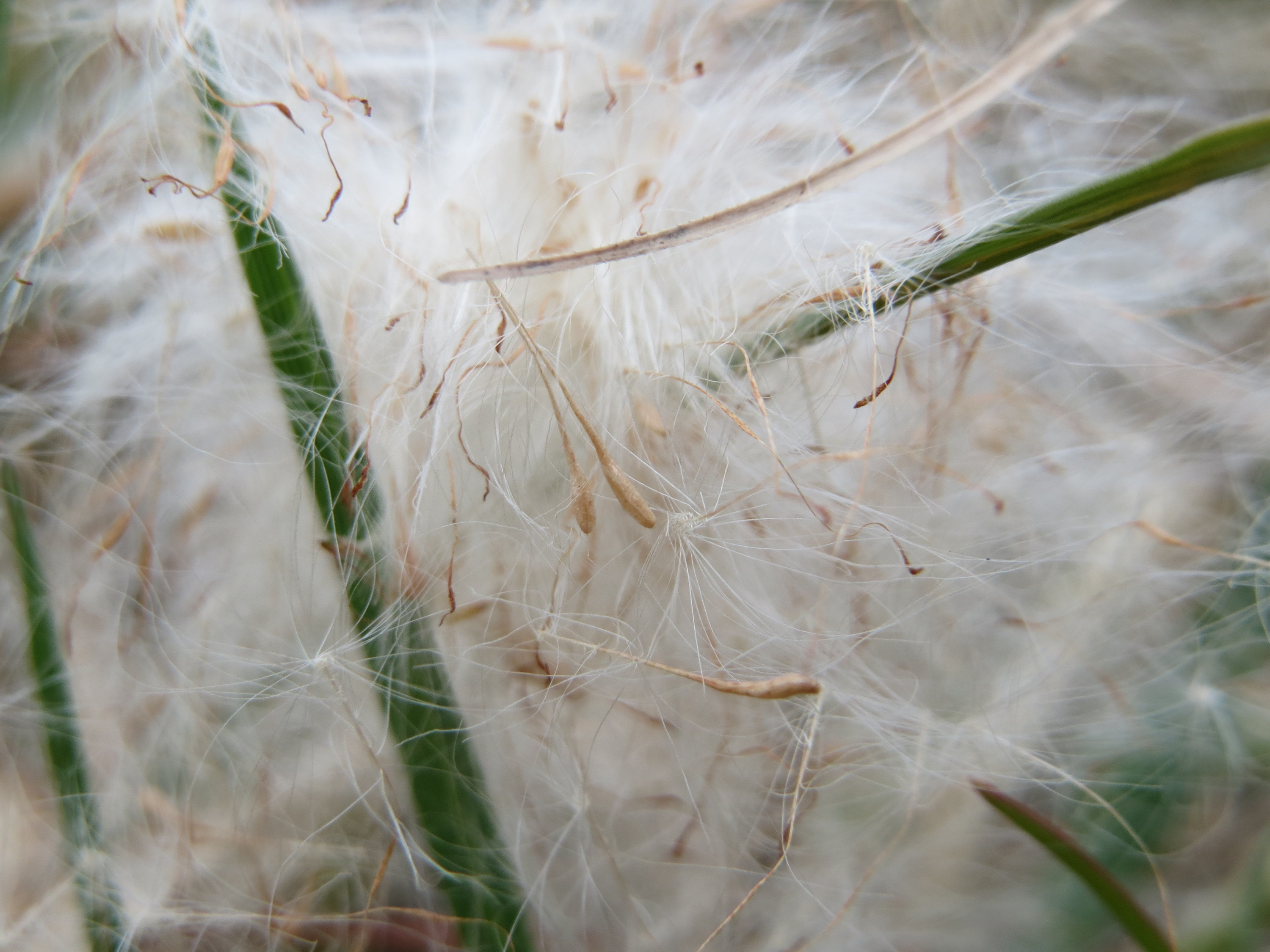
Samen

### Vegetative Merkmale
Der Breitblättrige Rohrkolben wächst als sommergrüne, ausdauernde krautige Pflanze, die Wuchshöhen von 1 bis 3 Metern erreicht. Er entwickelt 10 bis 19 Millimeter dicke Ausläufer, die manchmal im Schlamm mehrere Meter horizontal wachsen. Der kräftige und aufrechte Stängel ist beblättert und bei einem Durchmesser von 1 bis 2 Zentimetern im Querschnitt rund.
Die wechselständig und zweizeilig (distich) an den Stängeln angeordneten, ungestielten Laubblätter sind in Blattscheide und Blattspreite gegliedert. Die Blattscheiden sind stets offen und haben papier- oder membranartige, unbehaarte Ränder. Die Spitze der Blattscheide umfasst die Blattspreite oder bildet selten papierartige Blattöhrchen aus. Die Drüsen, welche sich am Übergang zwischen Blattscheide und -spreite befinden, sind farblos und undeutlich erkennbar. Die einfachen, blaugrünen Blattspreiten sind bei einer Länge von 45 bis 95 Zentimetern sowie einer Breite von 0,5 bis 2,9 Zentimetern linealisch bis breit-linealisch und nach außen gewölbt und innen flach. Sie haben (im Querschnitt sichtbar) etwa 16 deutliche und 4 kleine randliche Luftkammern.

### Blütenstände, Blüten und Früchte
Die Blütezeit erstreckt sich je nach Standort und Verbreitungsgebiet vom Frühling bis in den Sommer hinein (Juni bis August). Die blütentragenden Stängel sind etwa gleich lang wie die Laubblätter oder etwas kürzer und verjüngen sich unterhalb des Blütenstandes auf 0,3 bis 0,7 Zentimeter. Der Breitblättrige Rohrkolben ist einhäusig getrenntgeschlechtig (monözisch). Der kolbenförmige, ährenartige Gesamtblütenstand besteht aus einem dickeren, rein weiblichen sowie einem darüber befindlichen dünneren, rein männlichen Teilblütenstand. Die beiden Teilblütenstände grenzen meist direkt aneinander oder können durch einen 4 bis 8 Zentimeter langen Stiel voneinander getrennt sein. Nach Müller-Doblies darf diese Trennungsstück aber höchsten 3 Zentimeter betragen.
Der männliche Teilblütenstand ist meist 7 bis 15 (3 bis 25) Zentimeter lang und aufgeblüht 15 bis 18 Millimeter dick. Die einfachen, farblosen bis strohfarbenen Blütenschuppen sind bei einer Länge von etwa 4 Millimetern sowie einer Breite von etwa 0,05 Millimetern fadenförmig. An der Basis oder gelegentlich auch im mittleren Teil des Teilblütenstandes findet man ein bis drei Hochblätter, welche später abfallen. Die männlichen Blüten sind 5 bis 12 Millimeter groß und in jeder männlichen Blüte sind zwei Staubblätter vorhanden. Die Staubfäden sind zwei- bis dreimal so lang wie die 1,4 bis 3,2 Millimeter langen, gelben Staubbeutel.
Der weibliche Teilblütenstand ist weich und bei einer Länge von meist 10 bis 15 (6 bis 30) Zentimetern sowie beim Aufblühen einem Durchmesser von etwa 11 Millimetern zylindrisch. Der weibliche Teilblütenstand enthält anfangs blass-grünen Blüten, welche mit der Zeit austrocknen und sich dabei bräunlich bis schwarz-bräunlich oder rötlich-braun färben. Zur Fruchtreife hin ist der Blütenstand 2,4 bis 3,6 Zentimeter dick und häufig fleckenweise weißlich behaart. Die weiblichen Blüten sind dreizählig, besitzen kein Vorblatt und sind während der Anthese 2 bis 3 Millimeter groß, wachsen später aber zu einer Größe von 10 bis 15 Millimeter an. Die ausdauernde, fleischige Narbe ist zur Blütezeit hell-grün, später braun bis dunkel-braun und bei einer Länge von 0,6 bis 1,2 Millimeter und einer Dicke von 0,2 bis 0,25 Millimeter lanzettlich bis rautenförmig. Der lanzettförmige Fruchtknoten steht an einen dünnen, rund 4 Millimeter langen Stiel. Der Griffel ist 2,5 bis 3 Millimeter lang. Die Hüllborsten der weiblichen Teilblütenstände haben eine farblose Spitze, erscheinen aber in größerer Anzahl weißlich.
Die Achänen, einsamige Nussfrüchte enthalten zahlreiche Samen. Die Samen sind bei einer Länge von meist 1,2 bis 1,4 (0,95 bis 1,8) Millimetern lanzettlich.

### Chromosomenzahl
Die Chromosomenzahl beträgt 2n = 30.

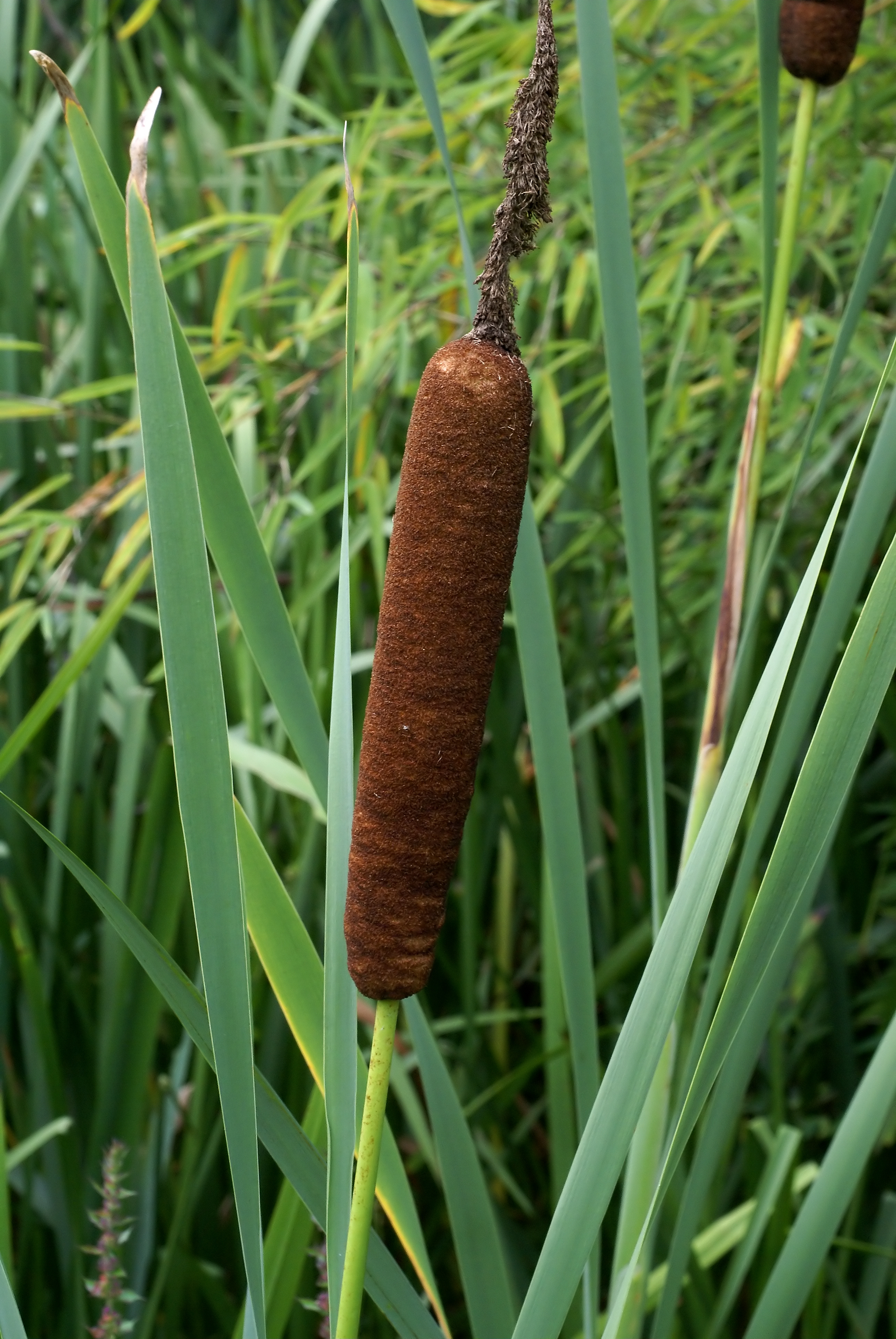
Blütenstand

## Vorkommen und Gefährdung
Das natürliche Verbreitungsgebiet des Breitblättrigen Rohrkolbens erstreckt sich über die gemäßigte Gebiete der nördlichen sowie den subtropischen und tropischen gebieten beider Hemisphären, mit Ausnahme des zentralen und südlichen Afrikas, des südlichen Asiens sowie Polynesiens. In Europa kommt der Breitblättrige Rohrkolben in allen Ländern außer in Island, Spitzbergen, Bosnien-Herzegowina und Nordmazedonien vor. In Australien, auf Neuseeland, im südlichen Südamerika, auf der Inselkette von Hawaii sowie auf den Westindischen Inseln ist die Art ein Neophyt.
Der Breitblättrige Rohrkolben wächst je nach Verbreitungsgebiet in Höhenlagen von 0 bis 2300 Metern. In den Alpen erreicht die Art im Ampezzo-Tal Höhenlagen von 1800 Metern. Man findet den Breitblättrige Rohrkolben vor allem auf feuchten Böden in der Röhrichtzone von eutrophischen Seen, Teichen, Kanälen, Wassergräben, Sümpfen sowie entlang von langsam fließenden Gewässer. Das Wasser kann dabei auch leicht brackig sein, also einen geringen Salzgehalt aufweisen. Er ist pflanzensoziologisch eine Charakterart der Assoziation Typhetum latifolii aus dem Verband Phragmition. Er gedeiht in Gewässern mit bis zu 1 Meter Wassertiefe, optimal sind 50 Zentimeter Wassertiefe.

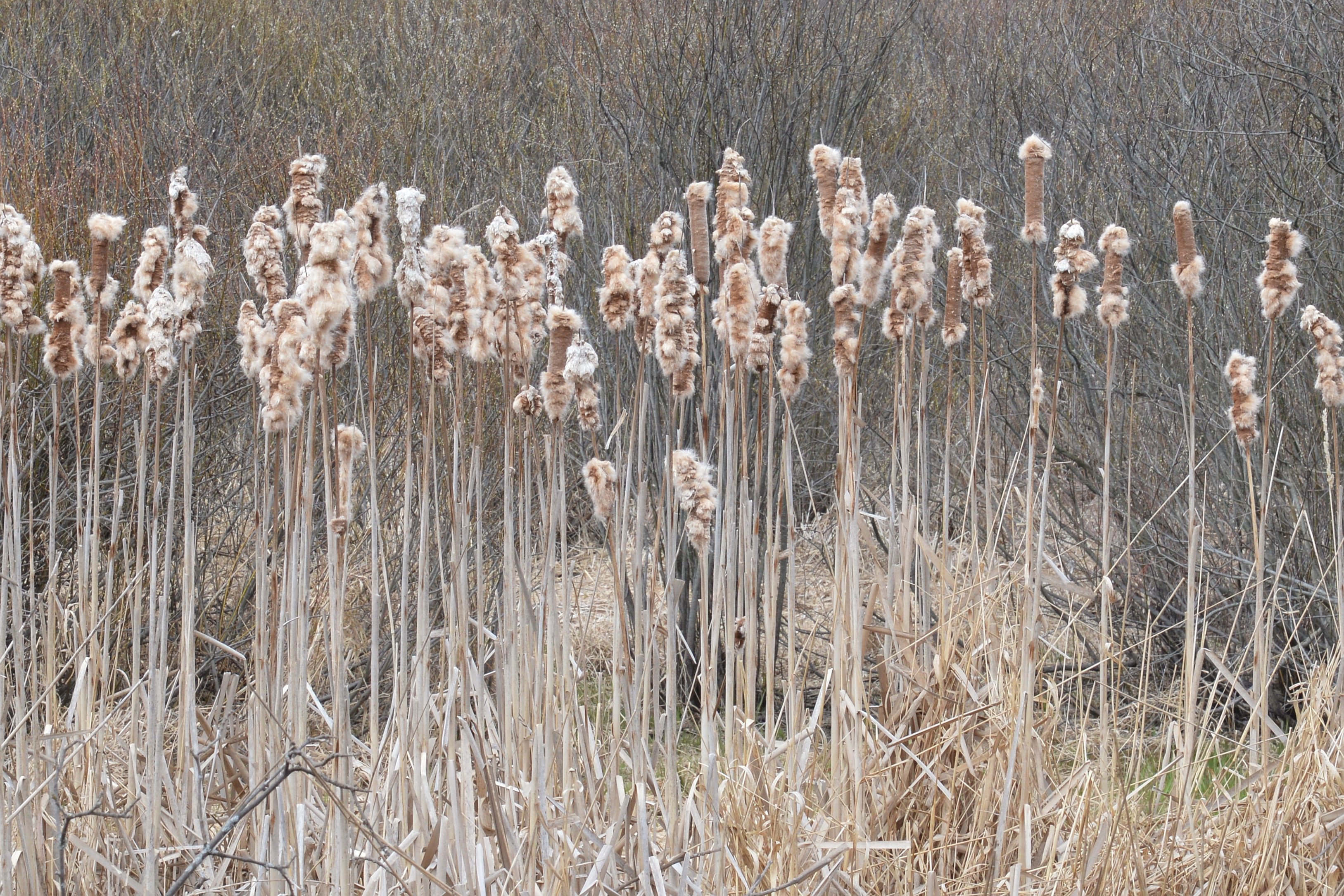
Hybride Typha x elata fruchtend

Die ökologischen Zeigerwerte nach Landolt et al. 2010 sind in der Schweiz: Feuchtezahl F = 5w+ (überschwemmt aber stark wechselnd), Lichtzahl L = 4 (hell), Reaktionszahl R = 4 (neutral bis basisch), Temperaturzahl T = 4 (kollin), Nährstoffzahl N = 4 (nährstoffreich), Kontinentalitätszahl K = 3 (subozeanisch bis subkontinental).
Der Breitblättrige Rohrkolben wird in der Roten Liste der gefährdeten Arten der IUCN Aufgrund des großen Verbreitungsgebietes als „nicht gefährdet“ eingestuft. Der Gesamtbestand wird als stabil angesehen.

## Taxonomie und Systematik
Die Erstbeschreibung als Typha latifolia erfolgte 1753 durch Carl von Linné in Species Plantarum, Band 2, Seite 971. Synonyme für Typha latifolia L. sind Massula latifolia (L.) Dulac, Typha palustris Bubani nom. superfl., Typha ambigua Schur ex Rohrb., Typha angustifolia var. elata (Boreau) Nyman, Typha angustifolia var. media Kronf., Typha crassa Raf., Typha elata Boreau, Typha elatior Boreau nom. illeg., Typha elatior Raf. nom. illeg., Typha elongata (Dudley) Dudley nom. illeg., Typha elongata Pauquy, Typha engelmannii A.Br. ex Rohrb., Typha intermedia Schur, Typha major Curtis, Typha media Pollini nom. illeg., Typha pendula Fisch. ex Sond., Typha remotiuscula Schur, Typha spathulifolia Kronf., Typha latifolia subsp. eulatifolia Graebn., Typha latifolia var. ambigua Sond., Typha latifolia var. angustifolia Hausskn., Typha latifolia var. elata Kronf., Typha latifolia var. elatior Graebn., Typha latifolia var. elongata Dudley, Typha latifolia var. gracilis Godr., Typha latifolia var. obconica Tkachik, Typha latifolia var. remotiuscula (Schur) Simonk., Typha latifolia var. typica Rothm.
Die Hybride Typha angustifolia x Typha latifolia = Typha x elata Boreau (Syn.: Typha glauca Godron)  ist stabil und kommt in Mitteleuropa zerstreut auch ohne die Elternarten vor.

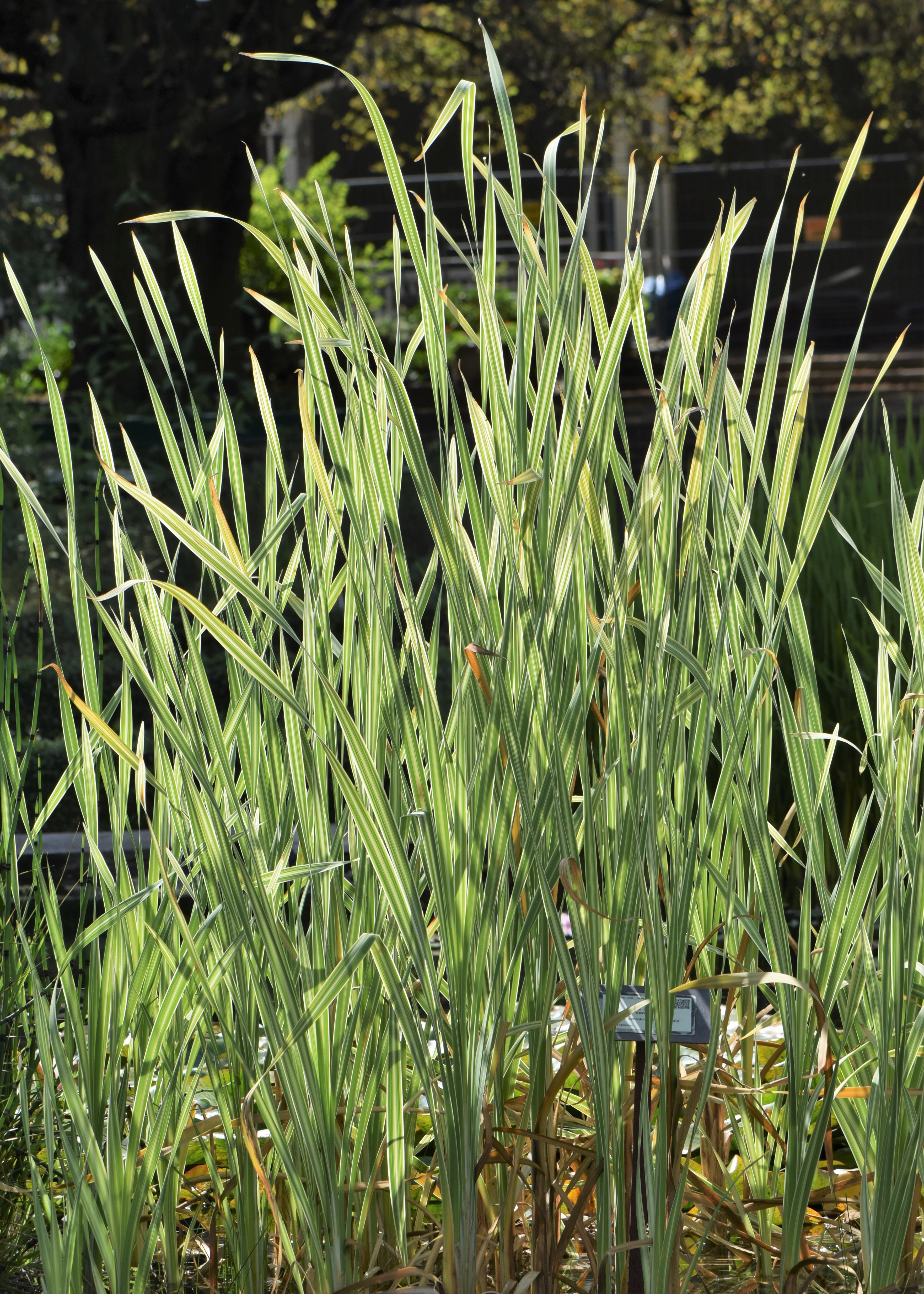
Die Ausleseform ‚Variegata‘

## Nutzung
Der Breitblättrige Rohrkolben wird zur Gewinnung von Biomasse genutzt. Er kann für Reetdächer sowie für Flechtwerk und als Füllmaterial genutzt werden. Zudem wird er als Zierpflanze angebaut und das Röhricht kann zur natürlichen Reinigung von Abwässern eingesetzt werden.
Die Rhizome, die jungen Triebe im Frühjahr, die Stängelbasen der ausgewachsenen Pflanzen sowie die noch nicht blühenden Blütenstände sind sowohl roh als auch gekocht essbar und aus ihnen kann ein süßer Sirup gewonnen werden. Die getrockneten Rhizome sind reich an Proteinen und Stärke und können gemahlen sowie mit Weizenmehl vermischt zum Brotbacken verwendet werden. Die Samen sind ebenfalls essbar, haben geröstet einen nussartigen Geschmack und können zu Mehl gemahlen oder zur Ölgewinnung genutzt werden. Das Öl sowie die Blätter haben eine blutungstillende, desinfizierende, gerinnungshemmende und harntreibende Wirkung und können auch gegen Wurmbefall eingesetzt werden.